# Passare per le bacchette

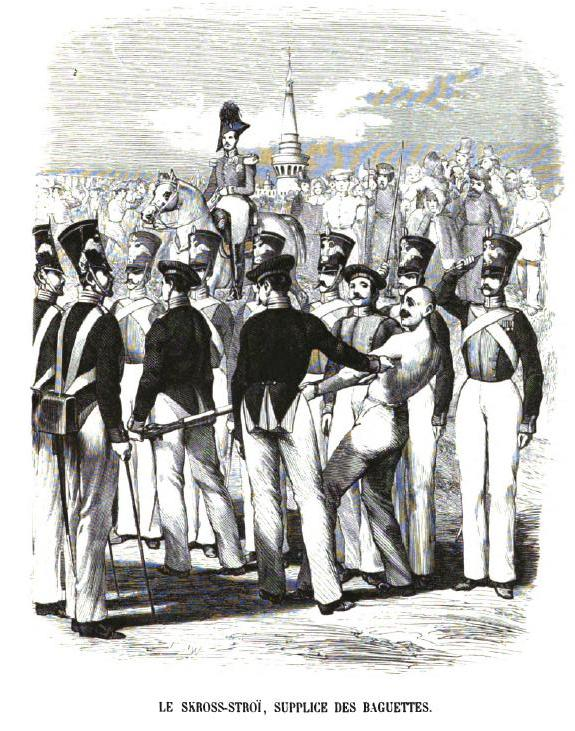
Passaggio per le bacchette in Russia, 1845

Il passare per le bacchette (in inglese running the gauntlet) era una punizione corporale nella quale un prigioniero era costretto a camminare tra due file di uomini, che lo colpivano ripetutamente con fruste o corde.
La punizione veniva utilizzata soprattutto nell'ambito militare come punizione per i ladri, gli ubriaconi e generalmente per i soldati che disobbedivano agli ordini, ma anche come tortura per i prigionieri.

## Senso figurato
In senso figurato l'espressione inglese running the gauntlet equivale all'italiano «passare dalle forche caudine», locuzione che si rifà alla battaglia nella quale furono umiliati i soldati romani.